# 4235 Tatishchev
4235 Tatishchev је астероид главног астероидног појаса са средњом удаљеношћу од Сунца која износи 2,980 астрономских јединица (АЈ).
Апсолутна магнитуда астероида је 12,2.